# 복음주의 기독교출판협의회
복음주의 기독교출판협의회(ECPA, Evangelical Christian Publisher Association)는 1974년 설립된 복음주의 기독교출판인들의 협의회이다. 미국 애리조나주 피닉스 시에 있다.

## 회원자격
ECPA에서는 단행본, 성서, 잡지,전자매체, 정기간행물 등의 복음주의 기독교 문서를 출판하는 출판사들에 개방되어 있다고 말하고 있는데, 여기서 복음주의 기독교는 ECPA에서 정한 기준에 어긋나지 않는 기독교 신앙을 말한다.
ECPA의 신앙고백
1. 우리는 성서가 성령의 영감으로 쓰였으며, 오류가 없는 하나님의 권위 있는 말씀임을 믿습니다.
2. 우리는 영원하신 세 위격 성부, 성자, 성령이 한 분의 하나님이심을 믿습니다.
3. 우리는 우리 주님이신 예수 그리스도의 신성, 동정녀 탄생, 무죄함, 기적, 대속적인 죽음, 육체적 부활, 하늘에 오르시어 하나님 오른편에 계심, 권세와 영광 속에서 다시 오심을 믿습니다.
4. 우리는 우리 안에 계신 성령에 의한 회심으로 타락과 죄에서 구원받음을 믿습니다.
5. 우리는 기독교인 안에 계신 성령의 조건 없는 사목(Ministry)을 통해 거룩한 삶을 살 수 있음을 믿습니다.
6. 우리는 구원받은 자가 부활하여 영원한 생명을 얻게 될 것과, 타락한 자가 부활하여 심판을 받게 될 것을 믿습니다.
7. 우리는 신자(Believers)가 우리 주님이신 예수 그리스도 안의 영적인 지체들임을 믿습니다.

ECPA 회원 중 출판사 회원은 투표권이 있는 회원사(Voting Members), 소형출판사연합회원사(Small Press Associate Members), 국제회원사(International Members)로 구분된다. 대한민국의 출판계에서는 우림북이 국제회원사로 참여하고 있다.

## 사업
- 국제기독교도서전시회(Christian Book Expo)
- 행정지도자회의
- 최고경영자 회의(CEO Conference)
- 출판대학(Publishing University)
- 전자세미나(E-Seminars)